# Ancula pacifica
Ancula pacifica är en snäckart som beskrevs av Frank Mace MacFarland 1905. Ancula pacifica ingår i släktet Ancula och familjen Goniodorididae. Inga underarter finns listade i Catalogue of Life.